# Illa Charcot

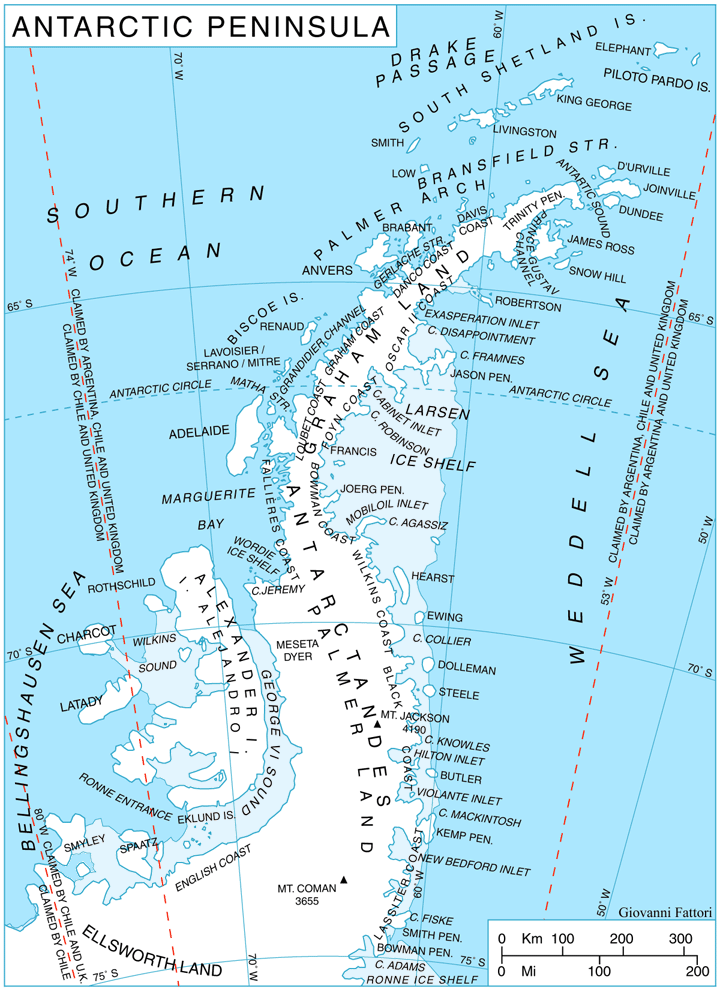
Mapa de situació de l'Illa Charcot

Illa Charcot o Terra Charcot és una illa de l'Antàrtida que fa 48 km de llargada i 40 km d'amplada, està totalment coberta de gel excepte en les muntanyes prominents que dominen la costa nord. L'illa Charcot es troba al Mar de Bellingshausen, a 89 km a l'oest de l'illa Alexander, i a uns 50 km al nord de l'illa Latady. El Cap Byrd situat a l'extrem nord és un punt geomorfològicament notable.

## Història
L'illa Charcot va ser descoberta l'11 de gener de 1910, per l'Expedició Antàrtica Francesa comandada per Jean-Baptiste Charcot, qui, per insistència de la tripulació i per la recomanació d'Edwin S. Balch i altres, la va batejar com Terra Charcot. Ho va fer en honor del seu pare, el famós metge, Jean-Martin Charcot. La insularitat de la Terra Charcot va ser provada per Sir Hubert Wilkins, el 29 de desembre de 1929.